# 7721 Андріллат
7721 Андріллат (6612 P-L, 1990 WF6, 1990 WH7, 7721 Andrillat) — астероїд головного поясу.
Тіссеранів параметр щодо Юпітера — 3,394.